# Министерство коммуникаций КНР
Министе́рство тра́нспорта Кита́йской Наро́дной Респу́блики (кит. упр. 交通运输部, пиньинь: Jiāotōng Yùnshū Bù) — центральный исполнительный орган КНР, входящий в структуру Госсовета КНР. Министерство отвечает за регулирование и управление автомобильным, водным и воздушным транспортом. Деятельность железнодорожного транспорта находится в ведении Министерства путей сообщения КНР.

## История
В рамках масштабной реорганизации государственных органов, объявленной в начале марта 2008 года на сессии Всекитайского собрания народных представителей, было принято решение о создании нового Министерства транспорта. Оно было сформировано путём объединения функций и полномочий Министерства связи, Главного управления гражданской авиации и Государственного почтового бюро. Целью создания нового ведомства стало повышение эффективности управления транспортной инфраструктурой страны.

## Подведомственные агентства
Министерству транспорта КНР подчиняются следующие основные агентства:
- Администрация гражданской авиации КНР (CAAC)
- Китайская почтовая служба
- Китайская администрация морской безопасности

## Особенности англоязычного названия
Несмотря на то, что английское название предшественника («Ministry of Communications») могло ввести в заблуждение, предполагая ответственность за широкий спектр коммуникаций, новое Министерство транспорта КНР, как и его предшественник, не отвечает за нетранспортные виды связи, такие как телекоммуникации, радиовещание, управление радиочастотным спектром или широкополосный интернет-доступ.
Китайское название «Цзяотун Бу» (交通运输部) дословно переводится как «Министерство транспорта». Его английское название «Ministry of Transport» было унаследовано от предыдущих китайских правительств. Во времена империи Цин и периода Китайской Республики это министерство курировало почтовые, транспортные и телеграфные службы. Однако в период Китайской Народной Республики управление почтовыми и телеграфными услугами было передано другим ведомствам. Таким образом, Министерство транспорта сохранило лишь функции, связанные с автомобильным и водным транспортом, но его английское название осталось неизменным по историческим причинам.